# Tim Kazurinsky
Timothy James „Tim” Kazurinsky (ur. 3 marca 1950 w Johnstown) – amerykański aktor, komik i scenarzysta. Znany głównie z programu Saturday Night Live oraz roli Carla Sweetchucka z serii filmów Akademia Policyjna.

## Kariera
Urodził się w Johnstown w stanie Pensylwania, ale większość dzieciństwa spędził w Australii. Jego ojciec był Amerykaninem polskiego pochodzenia, a matka Australijką. W wieku jedenastu lat rozpoczął naukę w Huntley Evans School of Performing Arts. W wieku szesnastu lat powrócił do USA.
Początkowo pracował w domu towarowym w St. Louis jako specjalista od reklamy oraz copywriter. Później przeniósł się do Chicago, gdzie w 1978 roku rozpoczął karierę komika. W 1980 roku otrzymał niewielkie role w filmach Moja ochrona oraz Gdzieś w czasie. Rok później pojawił się w filmie Sąsiedzi. Gościnnie zaczął występować także w serialach. W 1981 roku dołączył do programu Saturday Night Live jako scenarzysta i członek obsady. Wcielał się tam w znane postacie, m.in. Mahatmę Gandhiego, Adolfa Hitlera, Ozzy’ego Osbourne’a, czy Franklina Roosevelta. Program przyniósł mu rozpoznawalność, ale w 1984 roku postanowił z niego odejść z powodu nieporozumień z producentami. Powrócił więc do gry w filmach, z których największą popularność przyniosła mu Akademia Policyjna, gdzie wcielał się Carla Sweetchucka. W latach 90. pojawił się gościnnie w kilku serialach: Świat według Bundych, Zdarzyło się jutro, czy Pohamuj entuzjazm.

## Filmografia

### Filmy
- 1980: Moja ochrona (My Bodyguard) jako pracownik
- 1980: Gdzieś w czasie (Somewhere in Time) jako fotograf w 1912 roku
- 1980: Avery Schreiber Live from the Second City
- 1981: Przez kontynent (Continental Divide) jako reporter
- 1981: Sąsiedzi (Neighbors) jako Pa Greavy
- 1984: Billions for Boris jako Bart
- 1985: Żona do wynajęcia (This Wife for Hire) jako Mel Greenfield
- 1985: Akademia Policyjna 2: Pierwsze zadanie (Police Academy 2: Their First Assignment) jako Carl Sweetchuck
- 1985:: Tab Lloyd: Investigative Reporter
- 1986: Akademia Policyjna 3: Powrót do szkoły (Police Academy 3: Back in Training) jako Carl Sweetchuck
- 1986: Ta ostatnia noc (About Last Night...) jako Colin
- 1987: Akademia Policyjna 4: Patrol obywatelski (Police Academy 4: Citizens on Patrol) jako Sweetchuck
- 1988: Koń mądrzejszy od jeźdźca (Hot to Trot) jako Leonard
- 1989: Wedding Band jako irytujący brat
- 1989: Kolacja o ósmej (Dinner at Eight) jako Ed
- 1991: Shakes the Clown jako ojciec na przyjęciu
- 1996: The Cherokee Kid jako Gaudy Hawker
- 1997: Plump Fiction jako Priscilla
- 2000: Biedny biały śmieć (Poor White Trash) jako Carlton Rasmeth
- 2001: My Beautiful Son
- 2000: Betaville jako dyrektor XM
- 2005: Życie na wrotkach (Roll Bounce)  jako sprzedawca samochodów
- 2006: 8 of Diamonds jako Viggio
- 2006: I Want Someone to Eat Cheese with jako Bill Bjango
- 2007: Stash jako John Bookenlacher
- 2009: Tapioca jako Einstein
- 2010: Ca$h jako sprzedawca w Chunky Chicken
- 2011: Joe Rich powraca (The Return of Joe Rich) jako Petey B
- 2012: Close Quarters jako Morris
- 2012 Scrooge & Marley jako Marley
- 2013 The Mole Man of Belmont Avenue jako Harold

### Seriale
- 1980: Big City Comedy
- 1984: Faerie Tale Theatre jako błazen / strażnik w muzeum
- 1991: Świat według Bundych (Married... with Children) jako Sidney Rimhollow
- 1998: Zdarzyło się jutro (Early Edition) jako Walter Dalrymple
- 1998: Akademia Policyjna (Police Academy: The Series) jako Arnold Fliegel
- 2000: What About Joan jako dyrektor
- 2002: Pohamuj entuzjazm (Curb Your Enthusiasm) jako Hugh Mellon
- 2004: Byle do przodu jako Irv
- 2004: Jim wie lepiej (According to Jim) jako elf / sprzedawca Lenny